# Ноам, Эли
Эли Ноам (англ. Eli Noam; 22 августа 1946, Иерусалим) — профессор финансов и экономики в Колумбийской школе бизнеса. Он написал более 400 статей, а также выступал автором и редактором около 25 книг. Ноам состоит в браке с Надин Строссен, национальный президент американского союза защиты гражданских свобод.

## Образование
Ноам обучался в Гарварде, где он получил несколько степеней, в том числе АО 1970 (Фи-Бета-Каппа, диплом с отличием диссертацию), AM 1972, JD 1975 году и степень доктора философии экономики в 1975 году. Его диссертацией руководствовался Мартин Фельдстейн.

## Военная служба
Ноам служил в ВВС Израиля и принимал участие в Шестидневной войне 1967 года и в Войне Судного дня в 1973 году. Впоследствии он также служил в американском гражданском аэронавигационном патруле, как первый лейтенант, миссия экспериментальный поиск и спасания в Нью-Йоркской Фэникс эскадра.

## Карьера
Ноам начал работать в Колумбийской школе бизнеса с 1976 года. Он разделяет своё время в школе с краткого пребывания на посту комиссара от штата Нью-Йорк государственной службе. Он также преподавал на юридическом факультете Колумбийского, Принстонского университета экономики департамента, школа Вудро Вильсона (1975—1976), и Университета Санкт-Галлен в Швейцарии (1998—2000).
Ноам вернулся в бизнес-школу в 1990 году, где он теперь выступает в качестве управляющего директора Колумбийского института по Теле-информации, Научно-исследовательский центр в школе.
Колумбийский институт Теле-Информации является университетом на основе научно-исследовательского центра с упором на стратегию, управление, и вопросы политики в области телекоммуникаций, вычислительных и электронных СМИ.
В дополнение к ведущим Колумбийского института по Теле-информационной научно-исследовательской деятельности, Ноам работает на МДА концентрация в управление средств массовой информации, коммуникаций и информации в бизнес-школе и виртуального института информации, независимой, веб-исследовательские учреждения.
Ноам написал около 400 статей по таким темам как коммуникация, информация, общественный выбор, общественные финансы, и общее регулирование.